# Prometheuswoelmuis
De prometheuswoelmuis (Prometheomys schaposchnikowi)  is een zoogdier uit de familie van de Cricetidae. De wetenschappelijke naam van de soort werd voor het eerst geldig gepubliceerd door Satunin in 1901.

## Voorkomen
De soort komt voor in Georgië, Rusland en Turkije.